# Carl Buchheister
Carl Buchheister (Hanóver, 17 de octubre de 1890 - Hannover, 2 de febrero de 1964) fue un artista constructivista alemán destacado por sus múltiples series de «pinturas modelo» que comenzó en 1925. 
Aunque oficialmente no formó parte del movimiento de la Bauhaus, Buchheister fue un amigo cercano de Vasili Kandinski y su obra era análoga a muchos de los objetivos sociales y artísticos de la escuela de la Bauhaus. En relación con el constructivismo, Buchheister fue normalmente más juguetón e improvisador que sus contemporáneos, interesándose en el movimiento dadaísta después de una colaboración con Kurt Schwitters a finales de los años veinte lo que le llevó a incorporar materiales más variados como cristal acrílico, aluminio, madera y cordeles en sus composiciones. Se dio rienda suelta a esta dirección después de la guerra y el final del nazismo. Murió en Hanóver en 1964.